# Triptolide
Il triptolide è un epossido diterpenoide trovato nella pianta Tripterygium wilfordii. Mostra in vitro e in vivo attività nei confronti di modelli di policistosi renale e nel cancro pancreatico, ma purtroppo le sue proprietà tossicologiche sembrano limitare il suo potenziale terapeutico.
È in corso uno studio preclinico di un derivato del triptolide, il minnelide, un profarmaco sintetico dello stesso.